# New Bedford (Massachusetts)
New Bedford és una població dels Estats Units a l'estat de Massachusetts. Segons el cens del 2008 tenia 91.365 habitants.

## Demografia
Segons el cens del 2000, New Bedford tenia 93.768 habitants, 38.178 habitatges, i 24.090 famílies. La densitat de població era de 1.799 habitants/km².
Dels 38.178 habitatges en un 31,2% hi vivien nens de menys de 18 anys, en un 39,5% hi vivien parelles casades, en un 18,9% dones solteres, i en un 36,9% no eren unitats familiars. En el 31,6% dels habitatges hi vivien persones soles el 13,6% de les quals corresponia a persones de 65 anys o més que vivien soles. El nombre mitjà de persones vivint en cada habitatge era de 2,4 i el nombre mitjà de persones que vivien en cada família era de 3,01.
Per edats la població es repartia de la següent manera: un 24,9% tenia menys de 18 anys, un 9,5% entre 18 i 24, un 28,8% entre 25 i 44, un 20,2% de 45 a 60 i un 16,7% 65 anys o més.
L'edat mediana era de 36 anys. Per cada 100 dones de 18 o més anys hi havia 84,4 homes.
La renda mediana per habitatge era de 27.569 $ i la renda mediana per família de 35.708$. Els homes tenien una renda mediana de 31.388 $ mentre que les dones 22.278$. La renda per capita de la població era de 15.602$. Entorn del 17,3% de les famílies i el 20,2% de la població estaven per davall del llindar de pobresa.

## Poblacions més properes
El següent diagrama mostra les poblacions més properes.